# Marie-Do Aeschlimann
Marie-Do Aeschlimann, née le 17 avril 1974 à Basse-Terre, est une femme politique française. Elle est sénatrice des Hauts-de-Seine depuis 2023. 

## Biographie
Née Marie-Dominique Ristori en Guadeloupe en 1974, dans une famille implantée dans la vie politique régionale,, elle est la filleule de Lucette Michaux-Chevry. Elle arrive en métropole en 1992. Elle suit une formation de droit public à l'Institut d'études politiques de Paris puis devient avocate en 2015. 
Elle commence sa carrière politique en étant élue conseillère municipale à Asnières-sur-Seine (Hauts-de-Seine) en 2001, un an après son mariage avec Manuel Aeschlimann, qui est maire. Elle est ensuite conseillère régionale d'Île-de-France à partir de 2004, devenant vice-présidente chargée de l'emploi et la formation professionnelle en 2021 .
Lors des élections législatives de 2022, elle est candidate dans la deuxième circonscription des Hauts-de-Seine sous l'étiquette LR. Elle arrive troisième au premier tour avec 24,99 % des voix, derrière Baï-Audrey Achidi (LREM-Ensemble) et Francesca Pasquini (NUPES). Ayant récolté les suffrages de plus de 12,5 % des électeurs inscrits, elle accède au second tour à l'issue duquel, elle arrive une seconde fois troisième avec 30,24 % des voix. Derrière Baï-Audrey Achidi (34,21 %) et Francesca Pasquini, élue députée (35,55 %),.
En 2023, elle mène une liste alternative à la liste officielle LR à l'élection sénatoriale dans les Hauts-de-Seine et est élue, avec 12 % des suffrages (289 voix).